# US Open 2019 (turniej pokazowy)
US Open 2019 – turniej pokazowy – zawody pokazowe, rozgrywane w ramach ostatniego, czwartego w sezonie wielkoszlemowego turnieju tenisowego, US Open.
W tygodniu poprzedzającym główny turniej US Open, podczas rozgrywania turnieju eliminacyjnego, zostały przeprowadzone pojedyncze mecze pokazowe gry podwójnej i mieszanej.

## Turniej pokazowy legend kobiet
|  |       |                                             |   |   |  |
|  | Finał |                                             |   |   |  |
|  |       |                                             |   |   |  |
|  |       |                                             |   |   |  |
|  |       |                                             |   |   |  |
|  |       | Tracy Austin Lindsay Davenport              | 3 | 4 |  |
|  |       | Tracy Austin Lindsay Davenport              | 3 | 4 |  |
|  |       | Martina Navrátilová Arantxa Sánchez Vicario | 6 | 6 |  |
|  |       | Martina Navrátilová Arantxa Sánchez Vicario | 6 | 6 |  |
|  |       |                                             |   |   |  |